# 星城駅
星城駅（せいじょうえき）とは中華人民共和国北京市房山区に位置する北京地下鉄燕房線の駅である。

## 駅構造
地上駅。

## 歴史
- 2017年12月30日 - 開業[1]。

## 隣の駅
北京地下鉄
■燕房線
閻村駅 - 星城駅 - 大石河東駅